# Мегетское муниципальное образование
Мегетское муниципальное образование — упразднённое городское поселение в Ангарском районе Иркутской области Российской Федерации.
Административный центр — пгт Мегет.
Законом Иркутской области от 9 декабря 2014 года № 147-ОЗ городской населённый пункт рабочий посёлок Мегет преобразован в сельский населённый пункт посёлок Мегет.
Законом Иркутской области от 10 декабря 2014 года № 149-ОЗ 1 января 2015 года муниципальное образование «город Ангарск», Мегетское муниципальное образование, Одинское муниципальное образование и Савватеевское муниципальное образование объединены в Ангарский городской округ.

## Границы
Согласно закону «О статусе и границах муниципальных образований Ангарского района Иркутской области»

«…Исходной точкой границы муниципального образования служит устье протоки Зуевская р. Ангара. От устья протоки Зуевская по левому берегу протоки Зуевская до устья р. Мегет. Затем вверх по р. Мегет, пересекая железнодорожное полотно ВСЖД, до пересечения с северной границей квартала 48 Мегетского лесничества Китойского лесхоза, далее по северной границе кварталов 48, 47 Мегетского лесничества Китойского лесхоза, по восточной границе кварталов 45, 46 лесничества. Далее граница проходит по южной границе квартала 46 лесничества до пересечения с ручьем Митькиным, вверх по ручью Митькина до северовосточной границы квартала 109 лесничества. Затем по границе кварталов 110, 102, 11-104 лесничества и по восточной границе кварталов 111, 121, 130, 135 лесничества, оставляя их в контуре. Затем по южной границе кварталов 135, 138, 141, 136 лесничества, далее вдоль тракта Новоодинск — Пионерск до пересечения с р. Еловка в квартале 35 Шелеховского лесничества СибВО. Затем вниз по р. Еловка до пересечения с восточной границей квартала 76 Мегетского лесничества Китойского лесхоза. Далее в северо-западном направлении по юго-восточным границам кварталов 75, 74, 73, 72, 71, 70 Мегетского лесничества до пересечения границы квартала 70 Мегетского лесничества с кварталом 43 Одинокого лесничества Китойского лесхоза. Затем в северном направлении по западным границам кварталов 70, 60 Мегетского лесничества до пересечения с южной границей квартала 31 лесничества. Далее в юго-восточном направлении по юго-западным границам кварталов 31, 32, 33, 34, 35, 36, 38, 39 до пересечения с кварталом 67 лесничества. Затем в северо-восточном направлении по границам кварталов 39, 40, 41, 42 лесничества. Далее в северном направлении по границе квартала 42 до пересечения с кварталом 43 Мегетского лесничества. Далее в восточном направлении по границам кварталов 43, 18 лесничества до пересечения с южной границей полосы отвода подъездного железнодорожного пути ООО „СибНА“. Затем в северо-восточном направлении по указанной границе до западной границы полосы отвода железнодорожного пути ФГУП „ВСЖД“. Далее в северо-западном направлении по западной границе полосы отвода железнодорожного пути ФГУП „ВСЖД“ до правого берега р. Еловка. Затем в северо-восточном направлении до границы Ангарского муниципального образования. Далее в юго-восточном направлении по границе Ангарского муниципального образования до исходной точки описания.».

## Население
| 2010 | 2011  | 2012  | 2013  | 2014  |
| ---- | ----- | ----- | ----- | ----- |
| 9371 | ↗9373 | ↗9416 | ↘9400 | ↗9470 |

## Состав городского поселения
| № | Населённый пункт | Тип населённого пункта      | Население |
| - | ---------------- | --------------------------- | --------- |
| 1 | Зверево          | посёлок                     | ↘10       |
| 2 | Зуй              | деревня                     | ↗318      |
| 3 | Ключевая         | поселок                     | ↘21       |
| 4 | Мегет            | пгт, административный центр | ↘8605     |
| 5 | Стеклянка        | посёлок                     | ↘51       |
| 6 | Ударник          | посёлок                     | →143      |